# شمال نيوزيلندا
لمعرفة الجزيرة الشمالية لبلد نيوزيلندا ، انظر الجزيرة الشمالية.

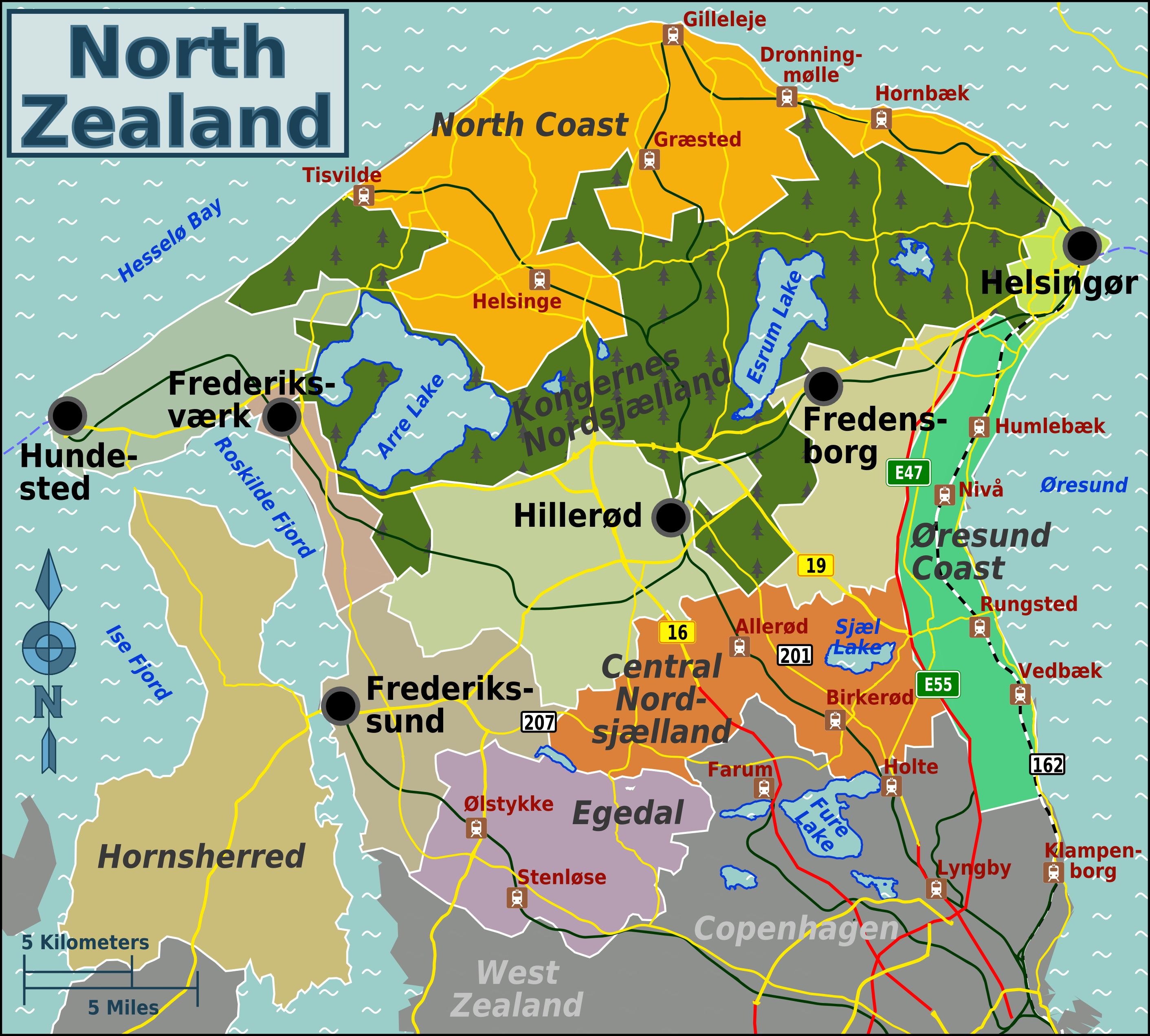
خريطة شمال نيوزيلندا

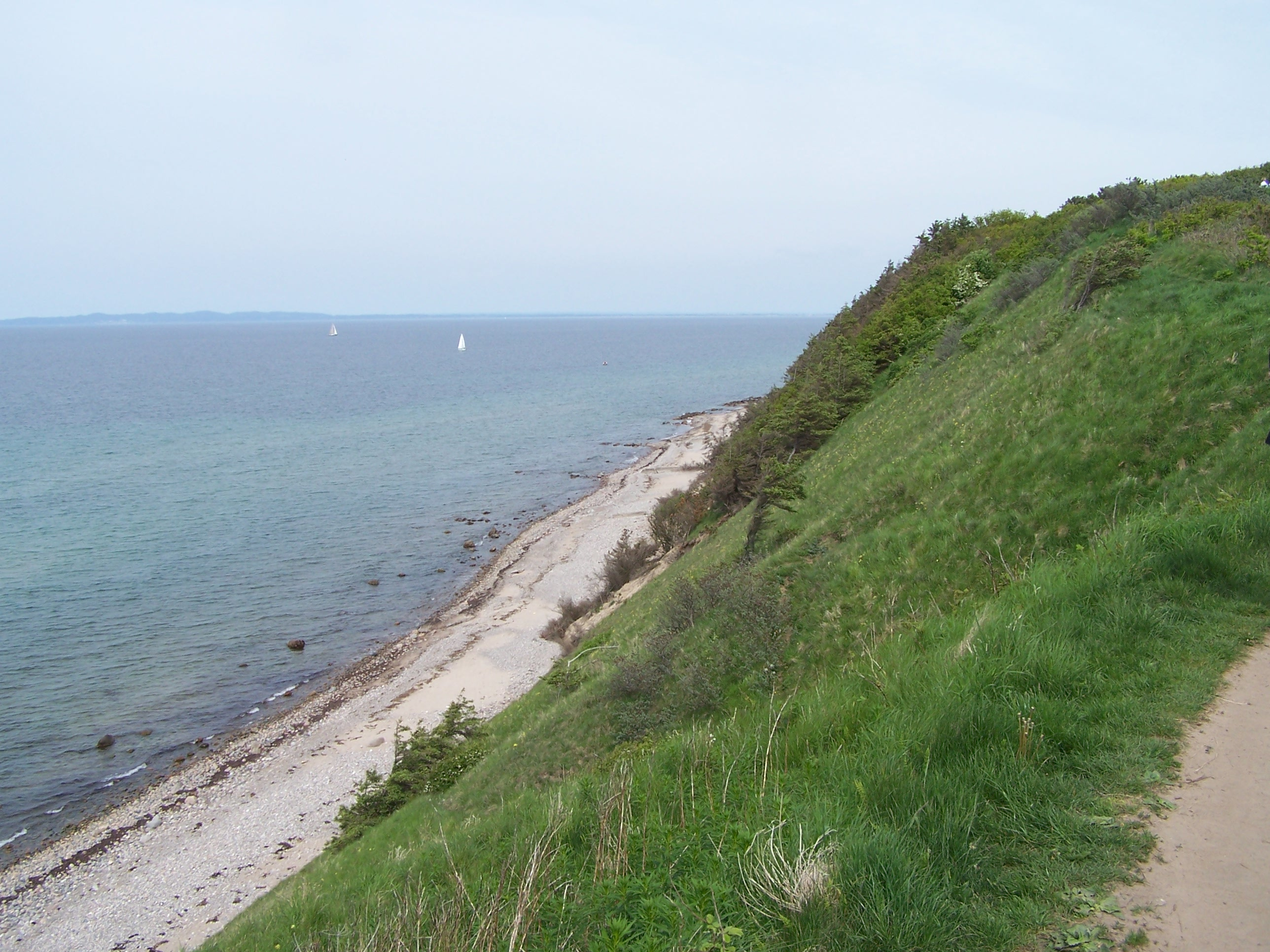
الساحل بالقرب من جيليلي

شمال نيوزيلندا، وكذلك بحر الشمال، (بالدنماركية: Nordsjælland)‏، (بالسويدية: Nordsjälland)‏ يشير إلى الجزء الشمالي من الجزيرة الدنماركية لنيوزيلندا التي تغطي عموما شمال منطقة كوبنهاجن. أدخلت السلطات السياحية الدانمركية مؤخرًا مصطلح ريفييرا الدانمركية لتغطية المنطقة نظرًا لأهميتها السياحية المتزايدة.  لا تحتوي المنطقة فقط على ثلاثة قلاع ملكية رائعة فحسب، ولكنها توفر منتجعات على الشواطئ الرملية، فضلاً عن البحيرات والغابات.  بالإضافة إلى قلعة كرونبورغ، تم إدراج ثلاثة من مناطق الغابات في شمال نيوزيلندا المستخدمة في الصيد الملكي في قائمة اليونسكو للتراث العالمي. 

## التغطية الجغرافية
تغطي المنطقة عموما منطقة شمال كوبنهاغن بين Isefjord إلى الغرب و أوريسند إلى الشرق.  

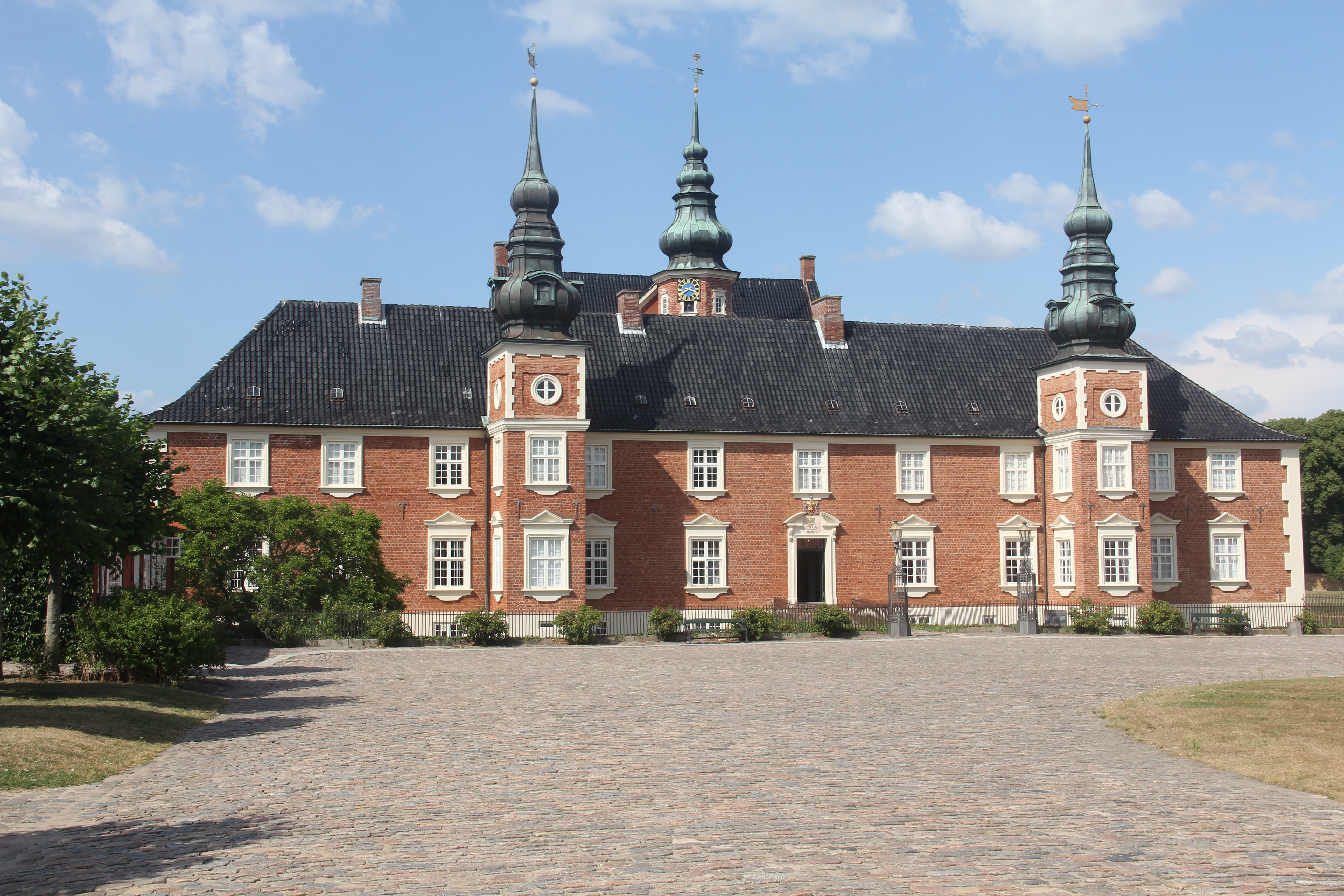
Jægerspris Castle
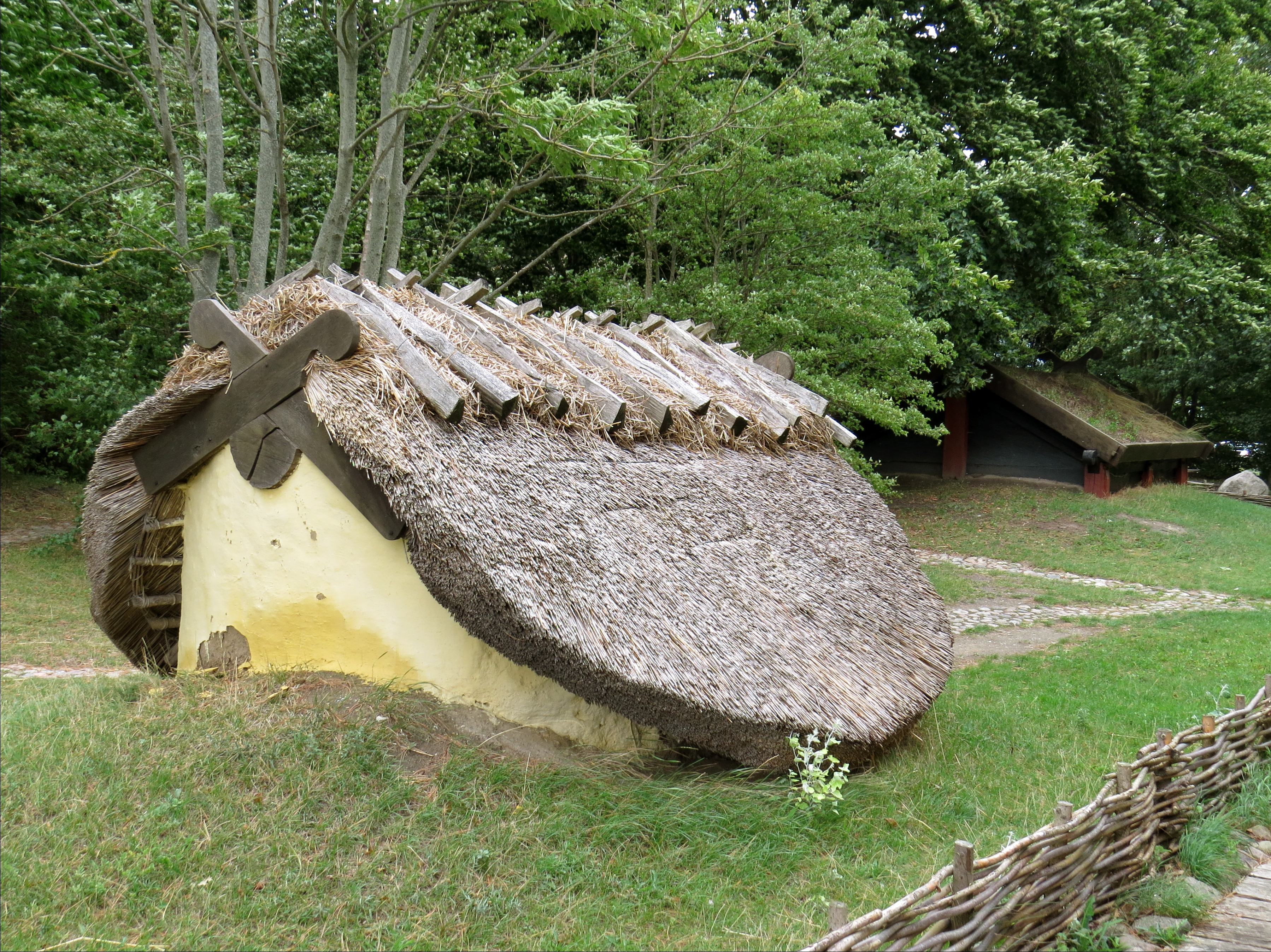
Viking hut, Frederikssund
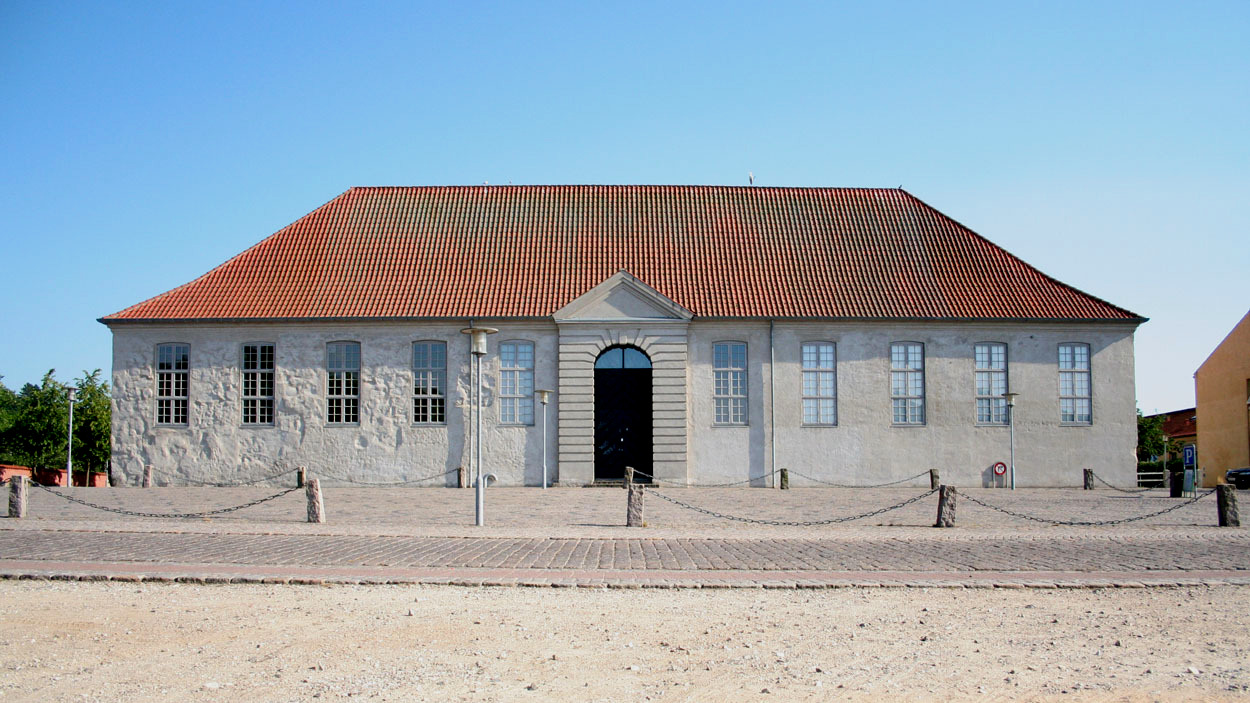
Gjethuset, Frederiksværk
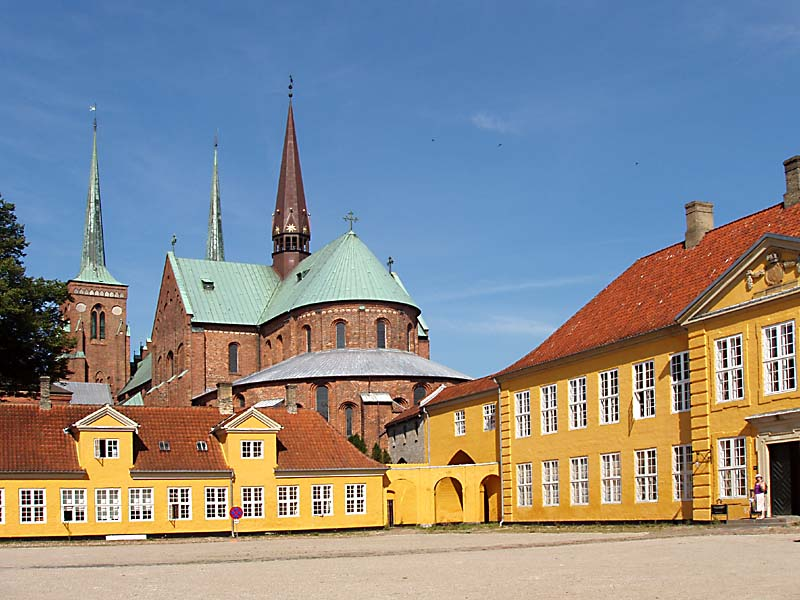
Roskilde Cathedral
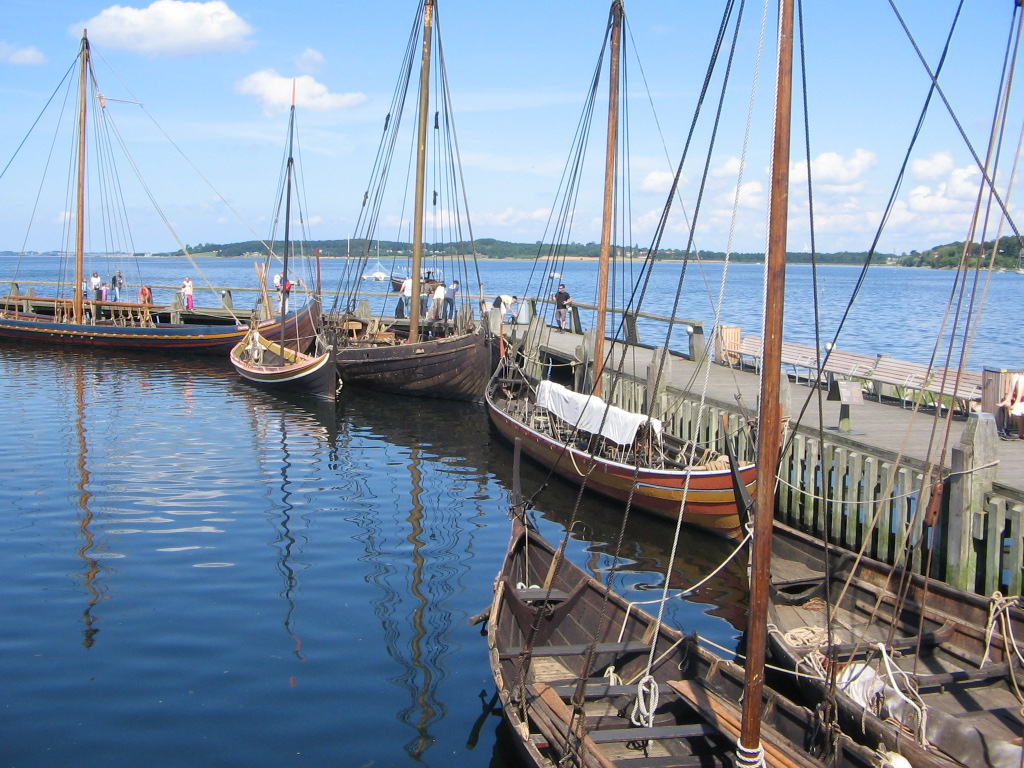
Viking Ship Museum